# みずほリサーチ&テクノロジーズ
みずほリサーチ&テクノロジーズ株式会社は、東京都千代田区神田錦町二丁目3番地に本社を置くみずほフィナンシャルグループのシンクタンク、システム開発会社。
五大シンクタンク（日本総合研究所、野村総合研究所、三菱総合研究所、三菱UFJリサーチ&コンサルティング、みずほリサーチ&テクノロジーズ）の一つ。

## 概要
2021年4月1日、みずほ情報総研がみずほ総合研究所を吸収合併する形で発足した。
民間企業や官公庁・政府機関からの諸分野に関する研究・コンサルティング業務の受託や、みずほフィナンシャルグループの情報戦略立案支援、構築、運用の推進を主たる業務とする。
専門知識と豊富な経験を持つ各分野のスペシャリストがクライアントのニーズに応じた質の高いソリューションを提供し、社会の方向性を決定する政策立案のサポートや先端技術開発などを行う。
日本シンクタンク協議会会員企業。
みずほフィナンシャルグループの総合情報企業として、みずほフィナンシャルグループ間の共通人事プラットフォームを採用している。採用活動も共通である。

## 沿革
- 1967年 - 日本勧銀経営センター株式会社を設立。
- 1970年 - 富士銀行とファーストナショナル・シティバンクの合弁で、富士ナショナルシティ・コンサルティングを設立。
- 時期不明 - 日本勧銀経営センター株式会社が第一勧銀経営センター株式会社へ社名変更。
- 時期不明 - （旧）第一勧銀総合研究所株式会社を設立。
- 1970年 - 芙蓉情報センターを設立。
- 1971年 - 富士銀コンピューターサービスを設立。
- 1972年 - 興銀情報開発センターを設立。
- 1977年 - 第一勧銀コンピューターサービスを設立。
- 1983年 - 第一勧銀システム開発を設立。
- 1988年 - （旧）富士総合研究所を設立。富士ナショナルシティ・コンサルティング部門を継承。
- 1989年 - 芙蓉情報センターが（旧）富士総合研究所、富士銀コンピューターサービスを吸収合併し、富士総合研究所へ社名変更。
- 1993年 - 第一勧銀総合研究所にシステムコンサルティング部を設置。
- 1993年 - 第一勧銀コンピューターサービスが第一勧銀システム開発を合併し、第一勧銀情報システムとなる。
- 1994年 - 興銀情報開発センターが興銀システム開発へ社名変更。
- 1997年 - 第一勧銀経営センター株式会社が（旧）第一勧銀総合研究所株式会社を吸収合併し、第一勧銀総合研究所株式会社へ社名変更。
- 2000年 - 富士総合研究所と富士銀ソフトウェアサービスが合併。
- 2002年 - 第一勧銀総合研究所株式会社がみずほ総合研究所株式会社に社名変更し、富士総合研究所コンサルティング部門を合併。
- 2004年10月1日 - 富士総合研究所が第一勧銀情報システムおよび興銀システム開発を吸収合併し、みずほ情報総研となる[6]。
- 2021年
  - 1月13日 - みずほ情報総研が、株式会社みずほトラストシステムズ（みずほ信託銀行の100%子会社。本社：東京都調布市国領町）を吸収合併[7][8]。
  - 4月1日 - みずほ情報総研がみずほ総合研究所を吸収合併し、みずほリサーチ&テクノロジーズに社名変更[9][10]。

### 母体企業
富士総合研究所旧富士銀行系シンクタンク。初代法人は1988年設立（1989年に芙蓉情報センターに吸収合併され、同社が富士総合研究所に改称し、2代目法人となる）。環境、社会保障から経済・産業・国土にいたる幅広いリサーチ、先端科学技術分野における計算科学ソフトウェアの研究開発、企業・金融・公共分野におけるシステムソリューションを展開。法人格上は、2代目法人が当社の直接の前身企業である。
第一勧銀情報システム1993年、第一勧銀コンピューターサービス（1977年設立）と第一勧銀システム開発（1983年）が合併して設立されたIT関連企業。みずほ銀行の基幹業務系システムの開発、幅広い顧客層へのITソリューションビジネスを展開。
興銀システム開発1972年設立。みずほコーポレート銀行のシステム開発をはじめ、金融機関向けのシステムソリューションサービスを展開。
みずほ総合研究所1967年設立の日本勧銀経営センター株式会社がルーツ。2002年4月、みずほ銀行、みずほコーポレート銀行の誕生にあわせて、第一勧銀総合研究所と日本興業銀行の調査部門が統合し発足。同年10月には、富士総合研究所のシンクタンク部門と統合をした。経済・金融・政治情勢等の調査や、国や地方公共団体の政策課題の調査・研究を担うほか、外部企業からの受託調査やコンサルティング業務を主たる業務内容としていた。また、独自のメンバーシップ制度を要し、会員企業に経営セミナーや、実務雑誌の提供を行っていた。

## 事業概要
コンサルティング、システムインテグレーション、アウトソーシングの3つの事業を柱として位置づけ、幅広い分野においてソリューションを提供している。主な事業分野は以下の通り。

### コンサルティング・リサーチ
民間企業から官公庁に至るまで、幅広いクライアントに受託研究やコンサルテーションを通して課題の解決策を明示している。
- 社会科学
- 公共政策
- 環境・エネルギー
- 企業経営
- 社会経済・社会数理
- 情報通信
- 工学
- 行政支援
- フィナンシャルエンジニアリング

### システムインテグレーション
システムの上流工程からクライアントとビジネスを考え、システム化の範囲や業務要件をまとめ、経営戦略の方向性を具体化するための最適な情報システムを構築する。
- 会計
- 資産
- 融資・貸付
- 収納
- 銀行
- 社会福祉
- 住宅・不動産
- 製造
- 人事・総務
- 顧客管理
- 知識共有
- システム開発・管理

### アウトソーシング（運用・保守）
導入したシステムを効率的に運用するためのサポートサービスや法律や制度改正に伴うシステムの修正を確実に実施。
- システムサポートサービス

### シミュレーション/シミュレータ
- 流体・流動
- 建設・土木・プラント
- ナノテク・材料・物性
- 電子デバイス・媒体
- 情報・通信
- 生命・バイオ
- 地球・環境
- 資源・エネルギー
- 乱流・燃焼
- 燃料電池
- シミュレータ開発・制御

### 第三者評価サービス
- ITセキュリティ評価

経済産業省が推進する「ITセキュリティ評価及び認証制度」（JISEC）における「評価機関」として、民間企業としては日本で初めて承認を受けた。

## 刊行物
紀要論文誌としてみずほ情報総研レポート、みずほ情報総研　技報、広報誌NAVISを刊行していた。

## 事業所

### 国内拠点[14]
- 東京都
  - 本社（〒101-8443 東京都千代田区神田錦町二丁目3番地）
  - 丸の内事業所（〒100-8241 東京都千代田区丸の内一丁目3番3号　みずほ丸の内タワー）
  - 大手町事業所（〒100-8176 東京都千代田区大手町一丁目5番5号　大手町タワー）
  - 品川シーサイド事業所（〒140-0002 東京都品川区東品川四丁目13番9号）
  - 西葛西事業所（〒134-8609 東京都江戸川区西葛西三丁目22番36号）
  - 白山事業所（〒112-0001 東京都文京区白山五丁目16番6号　日土地原町ビル新館）
  - 国領事業所（〒182-0022 東京都調布市国領町八丁目2番地15号）
- 大阪府
  - 西日本支社（西九条、〒553-0005 大阪府大阪市福島区野田六丁目5番16号　新光大阪センタービル）
  - 西日本支社（淀屋橋、〒541-0042 大阪府大阪市中央区今橋四丁目2番1号　ヒューリック大阪ビル）

### 海外拠点
- イギリス
  - ロンドン支店（Mizuho House, 30 Old Bailey, London, EC4M 7AU U.K.）

## 関連会社
- 瑞穂信息系統（上海）有限公司
- Mizuho Information & Research Institute Asia Pte．Ltd.

## 著名な研究員等（現職者）
- 社会保障
  - 藤森克彦 - 社会保障 藤森クラスター 主席研究員。NHK日曜討論などテレビ番組にも出演

- 情報技術
  - 紀伊智顕 - 経営・ITコンサルティング部 シニアマネジャー
  - 前川秀正 - 情報通信研究部 次長
  - 近藤佳大 - 経営・ITコンサルティング部 シニアマネジャー
  - 相原慎哉 - 経営・ITコンサルティング部 次長
  - 片田保 - 経営・ITコンサルティング部 次長
  - 吉川日出行 - 経営・ITコンサルティング部 シニアマネジャー

- ナノテク・バイオ
  - 西川宜孝 - 科学技術部 シニアマネジャー
  - 佐藤智之 - 科学技術部 シニアマネジャー
  - 稲垣祐一郎 - 科学技術部 マネジャー
  - 福澤薫 - 科学技術部 チーフコンサルタント

- 流体解析
  - 筧雅行 - エンジニアリングサービス部 シニアマネジャー

- 経営戦略・CSR・環境
  - 齊藤聡 - 環境・資源エネルギー部 マネジャー

- 労働安全衛生
  - 貴志孝洋 - 環境エネルギー第1部 チーフコンサルタント

## 著名な出身者
- 中島厚志 - チーフエコノミスト。日本興業銀行出身、パリ支店長。ワールドビジネスサテライトコメンテーター。著書に『日本経済のリスクシナリオ』等。
- 真壁昭夫 - 主席研究員。第一勧業銀行出身、法政大学教授。
- 田尾祐一 - 元みずほ総合研究所副社長。富士銀行出身、フィデアホールディングス取締役会長、荘内銀行取締役会長。